# Castell, ermita de San Roc o de Santa Àgueda la Vella i cintes muràries
El conjunt format pel Castell, l'ermita de Sant Roc o Santa Àgueda la Vella i les cintes muràries, conegut normalment com a Castell i Muralles, de la localitat de Jérica, a la comarca de l'Alt Palància; són uns monuments arquitectònics, datats entre els segles XIV,xv i XVI; que estan catalogats com a Béns d'Interès Cultural, segons consta a la Direcció General de patrimoni Artístic de la Generalitat Valenciana, amb anotació ministerial número RI-51-0011455 i data d'anotació 5 d'agost de 2005.

## Història
Xèrica és una localitat que està situada estratègicament en el punt d'unió de les valls i planes mediterrànies de Castelló i València i les altes terres aragoneses de la província de Terol; a una altitud per sobre dels 500 metres sobre el nivell del mar. Presenta així una orografia molt especial que ha condicionat notablement el seu desenvolupament posterior.
Els voltants de la localitat presenten restes arqueològiques de diferents èpoques que evidencien l'existència d'assentaments humans des de temps immemorials. Les primeres referències a la població de Xèrica, són de l'època de dominació musulmana. Així, el castell actual s'assenta en el lloc on existia una antiga fortificació àrab. Xèrica va pertànyer al Regne Taifa de València i va aconseguir ser conquerida per El Cid en 1098, encara que va tornar a caure sota el domini musulmà, fins que l'any 1235 Guillem de Montgriu la conqueria novament i el rei Jaume I d'Aragó la repobla i dinamitza en els anys següents en fer passar el camí d'Aragó a València per aquesta població. Va ser el mateix rei qui va atorgar a la localitat la carta de població l'any 1249, cedint l'any 1255 les terres a Teresa Gil de Vidaure i al seu fill bastard Jaume Pérez, primer senyor de Xèrica, senyoriu aquest que englobava nombroses poblacions dels voltants.
Després de l'extinció de la casa de Xèrica, les terres van tornar a la corona essent monarca Pere IV d'Aragó, anomenat el Cerimoniós, qui va crear un comtat i hi va cedir al seu fill Martí, qui ho va tornar a incorporar a la corona en pujar al tron. A partir d'aquest moment comença una etapa de canvi de titularitat de la propietat de les terres, quedant en alguns moments sense propietari, i quedant definitivament en mans de la Corona al segle xvi, el 1564.
En l'època de les Guerres Carlistes, es produeixen importants enfrontaments a la zona, com ara la resistència d'un reduït nombre d'homes als atacs del general carlins Forcadell, fins que van arribar els reforços liberals del general Borso. Va ser declarat Conjunt Històric-Artístic pel Decret del 26 d'abril de 1978, sota la protecció de la Declaració genèrica del Decret de 22 d'abril de 1949, i la Llei 16/1985 sobre el Patrimoni Històric espanyol.

## Descripció
El castell de Xèrica se situa a la part alta de la muntanya Penya Tallada, el qual domina la localitat i el curs del riu Palància, i en ell destaquen la torre de l'Homenatge, també anomenada torre principal. En un primer moment va disposar d'una àmplia fortificació amb diversos recintes emmurallats, en el qual es van construir diverses torres defensives.

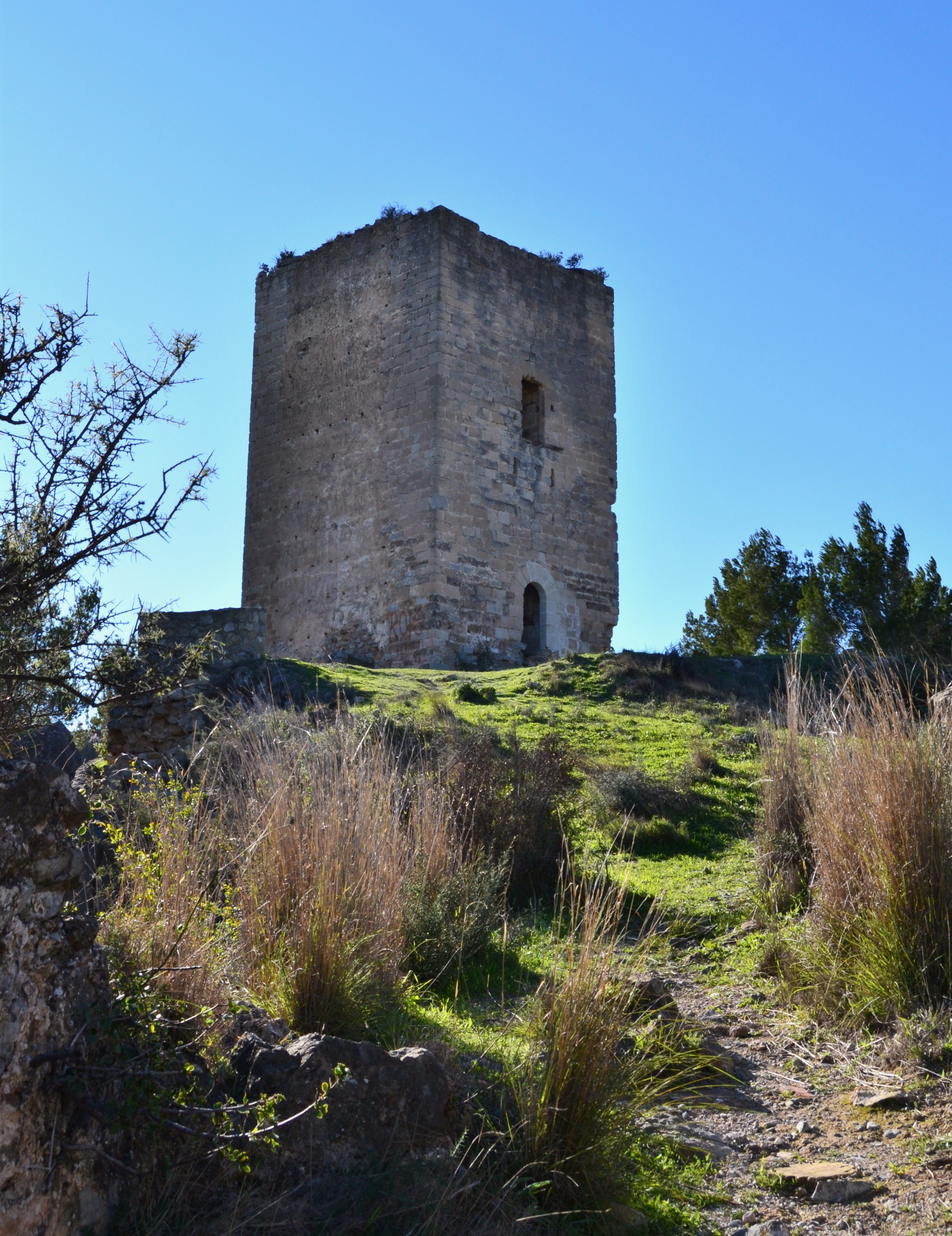
Castell de Xèrica, torre de l'Homenatge.
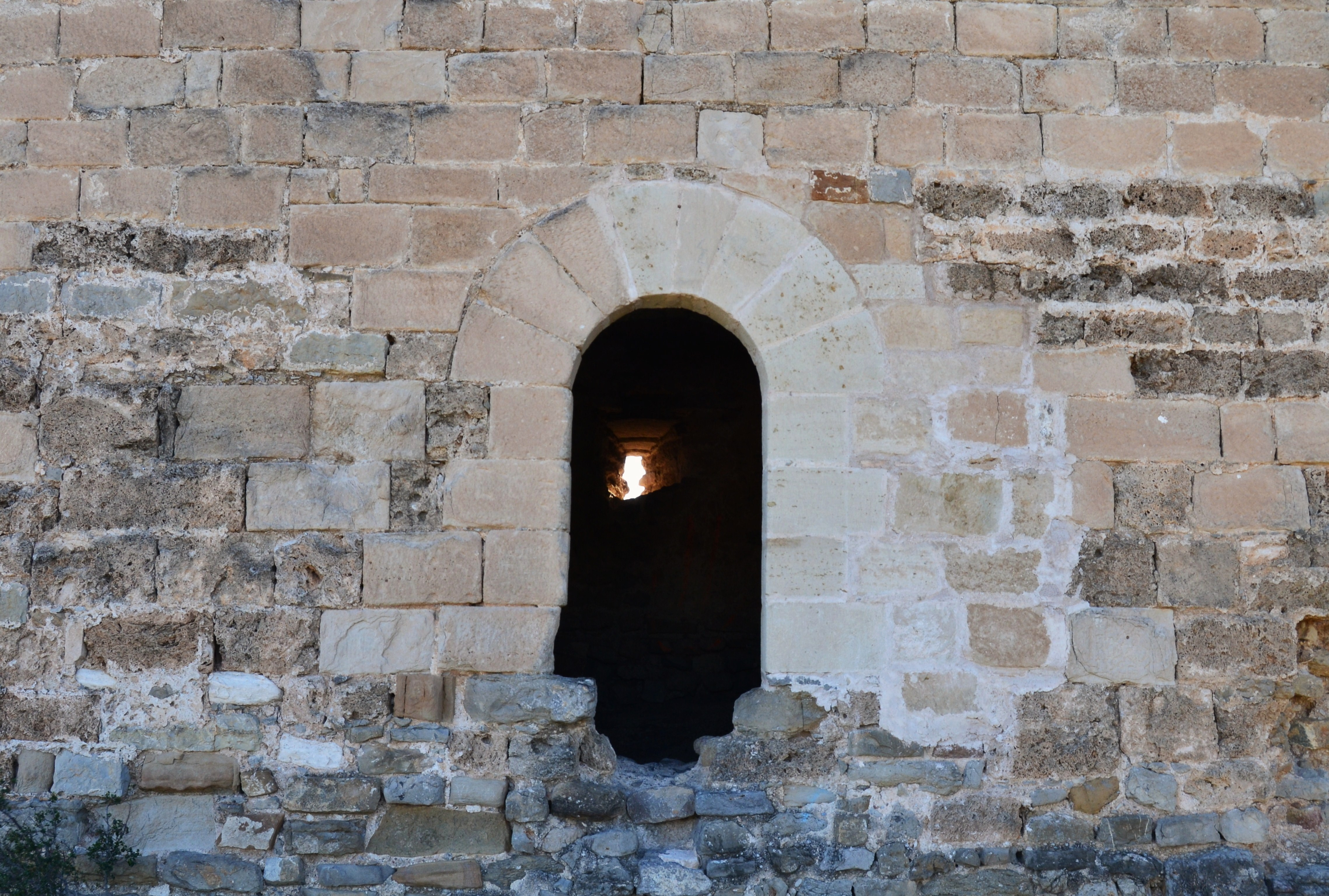
Porta de la torre de l'Homenatge.
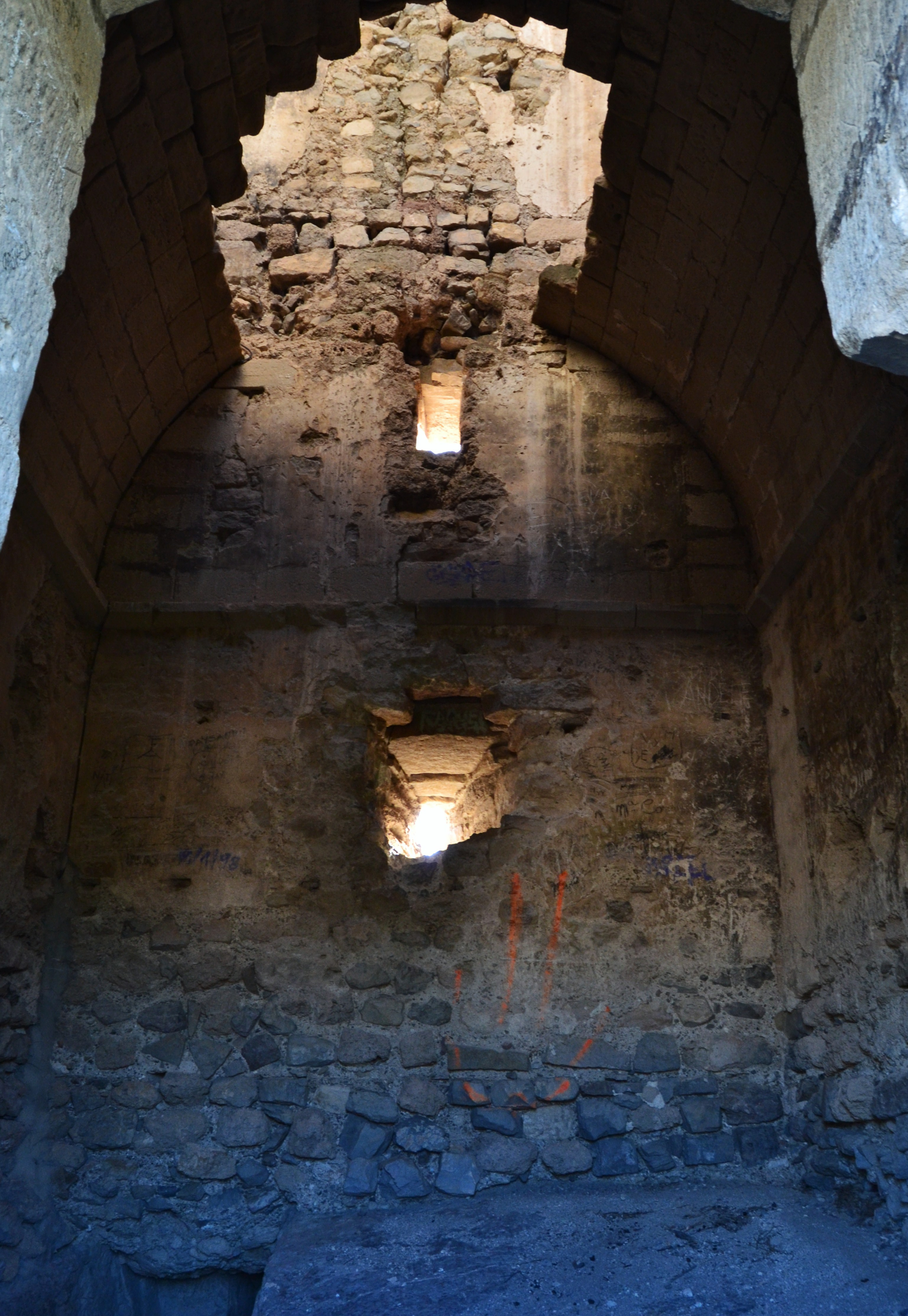
Interior de la torre de l'Homenatge.

Presenta una planta irregular i tres recintes concèntrics. Es considera que és possible que els basaments és aquest castell siguin d'època romana, encara que tota l'obra apreciable actualment en l'actualitat és d'origen musulmà.

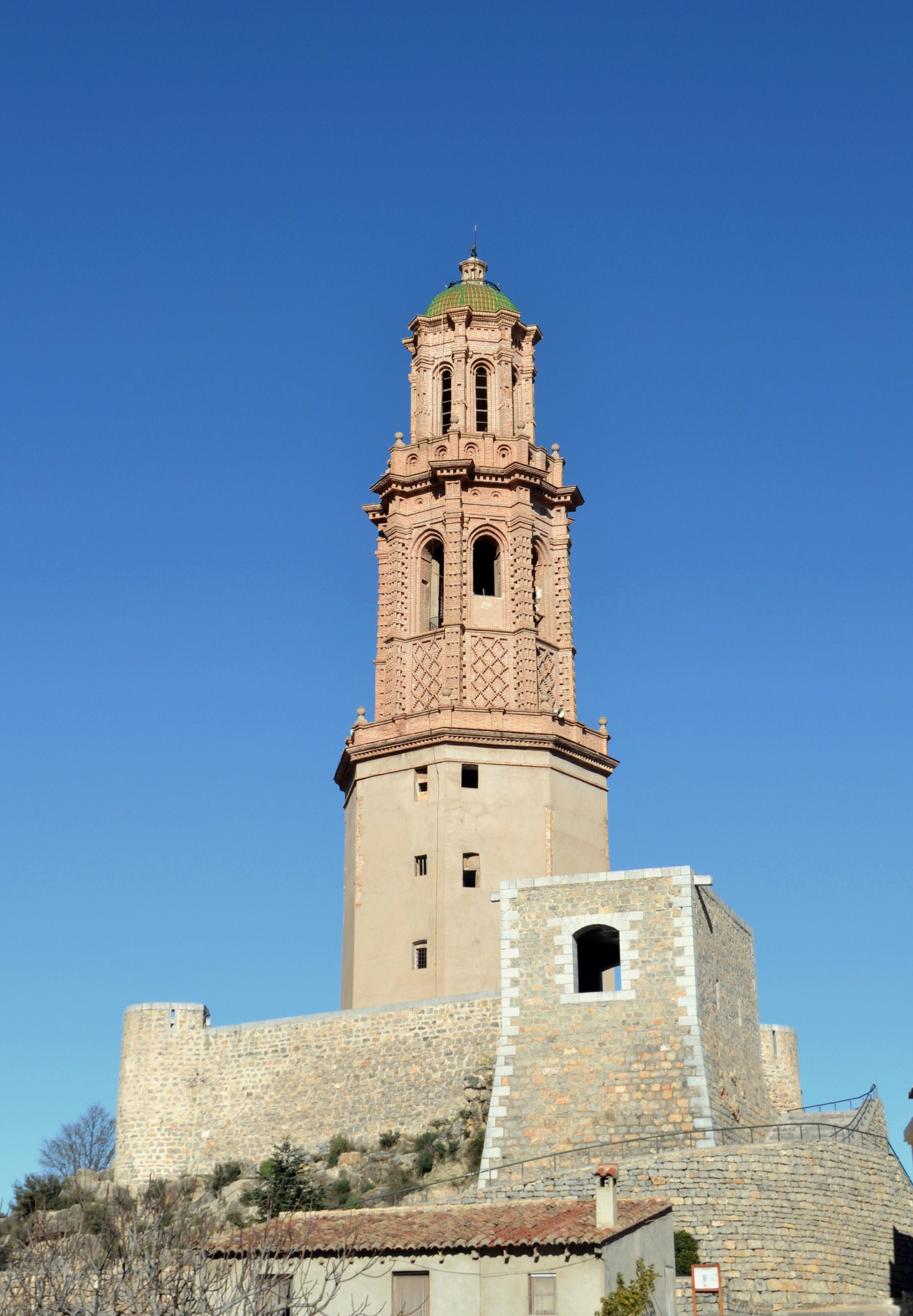
Torre de l'Alcudia o de les Campanes

La torre de l'Homenatge és la part que presenta millor estat de conservació. Presenta plata quadrada, amb tres altures o nivells (el d'accés, un nivell intermedi, i el de coronament, que va ser destruït durant les guerres carlines), de robusta fàbrica (l'espessor dels murs arriba al metre i mig) a base de carreus (almenys a la cara que dona a la vila), i de tapial amb reforç de carreu a les cantonades (a la resta dels laterals), coincidint les cantonades amb els punts cardinals, i el gruix dels murs arriba al metre i mig.
També es conserva bé l'interior d'aquesta, podent-se apreciar gran part de la seva estructura, en la qual destaquen les robustes voltes de mig punt (que estan molt derruïdes), de la planta baixa i els pisos superiors. La porta d'accés a la torre és molt estreta i presenta forma d'arc de mig punt que està actualment gairebé en ruïna, malgrat que es va realitzar una restauració completa del mateix col·locant les dovelles de pedra.
Des del castell es pot admirar l'anomenat fortí de la  torre mudèjar o de l'Alcúdia, de forma pentagonal amb galledes troncocòniques en els vèrtexs. Se suposa que els basaments són romans, encara que es va construir al segle xvii. És Monument Històric Artístic Nacional des de 1979 i Bé d'Interès Cultural (DOGV 4905).
Respecte a les muralles que envolten el castell, són originàriament musulmanes, encara que s'afirma que els seus basaments possiblement siguin romans, encara que no es pot ratificar. El recinte estava format, inicialment, per dos espais, un d'interior pròxim al castell, amb el qual estava enllaçat (i del qual actualment queda poc exempt, és a dir, els llenços en la major part del traçat, són part dels habitatges que a ells s'adossen); i un altre posterior, també musulmà, que tenia com a missió protegir la part nova de la població, que sorgia amb el seu creixement i expansió. Més tard es va dur a terme un tercer recinte emmurallat, en el qual, com passa en els dos anteriors, s'acaben edificant cases adossades o fora d'ells donant origen a ravals.
Les muralles van jugar el seu paper durant les Guerres Carlistes, de manera que ja en aquella època es va procedir a la seva reparació i refortificació (aquestes obres es poden apreciar a la part més exterior de la localitat, on es poden distingir espitlleres per a les armes de foc).

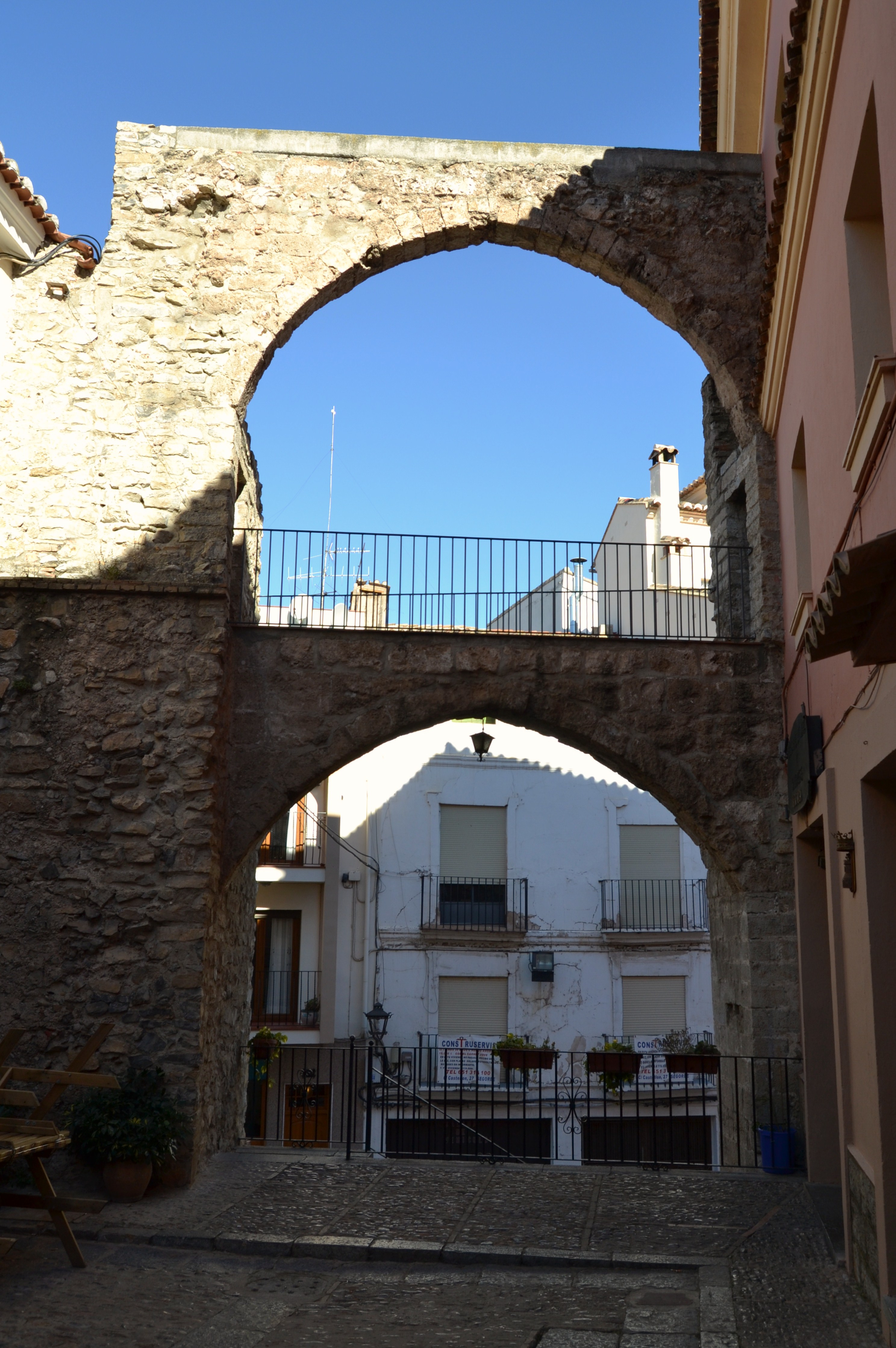
Arc de l'Hospital de Xèrica
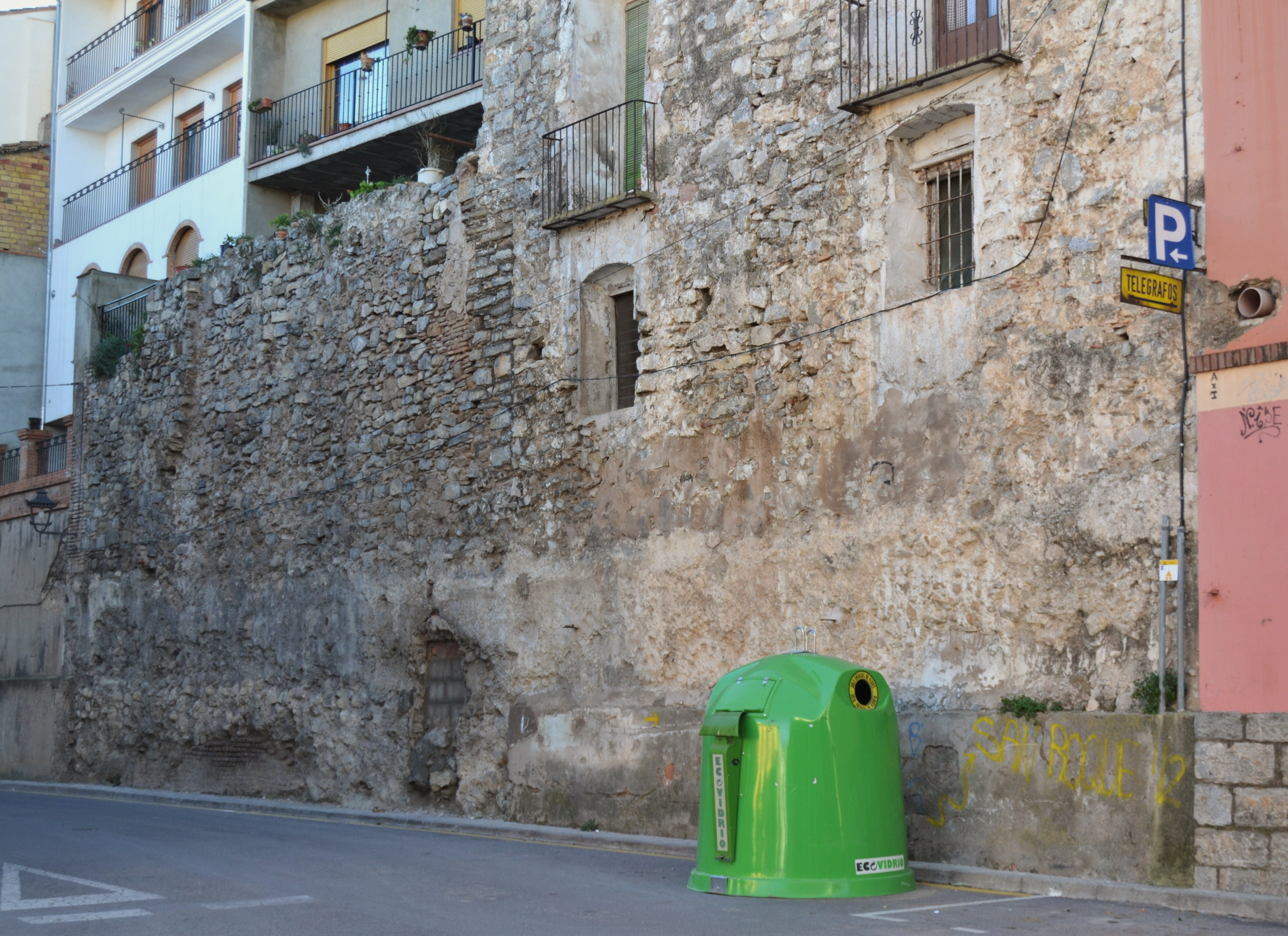
Fragment de muralla.
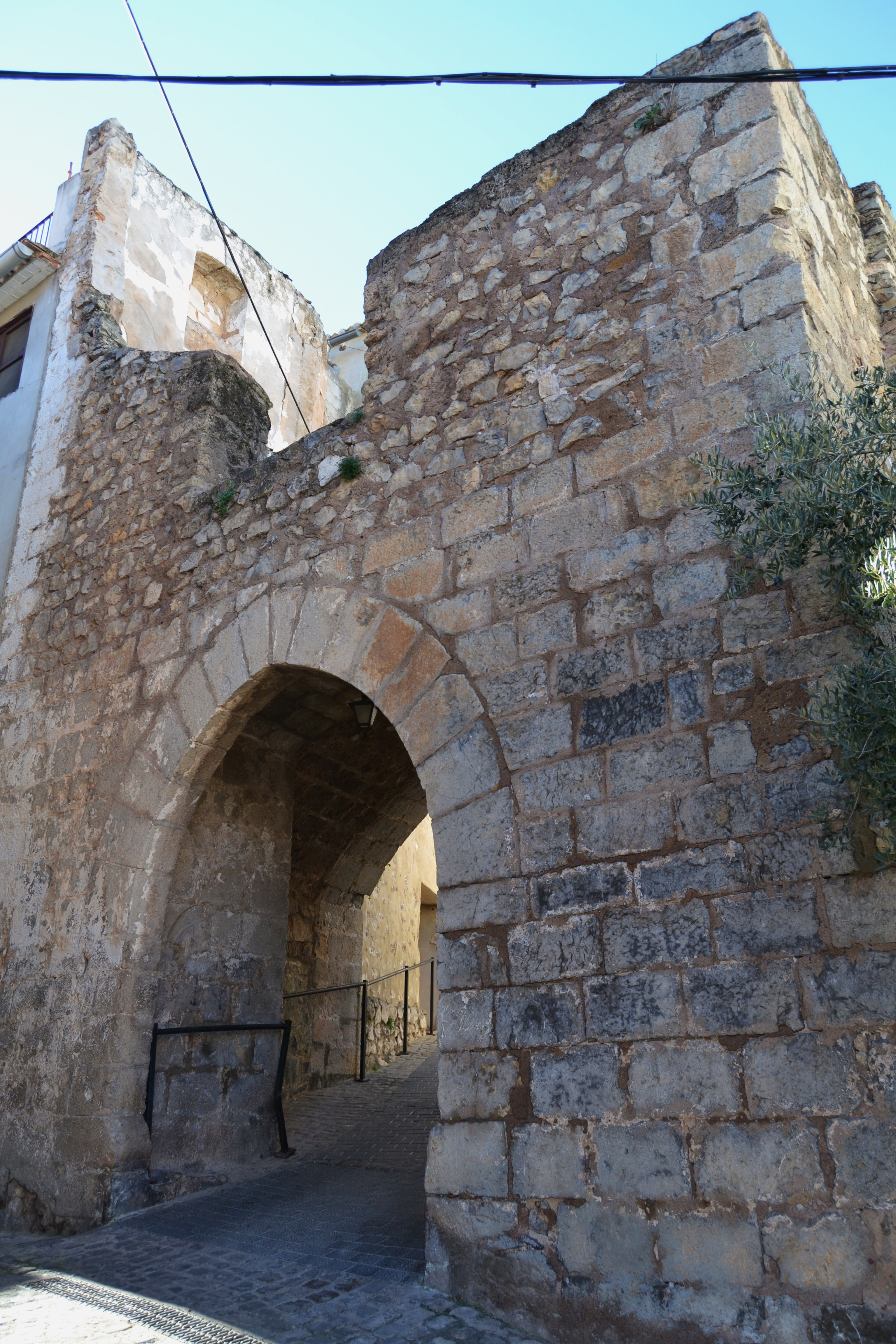
Portal de la Sala de Xèrica.
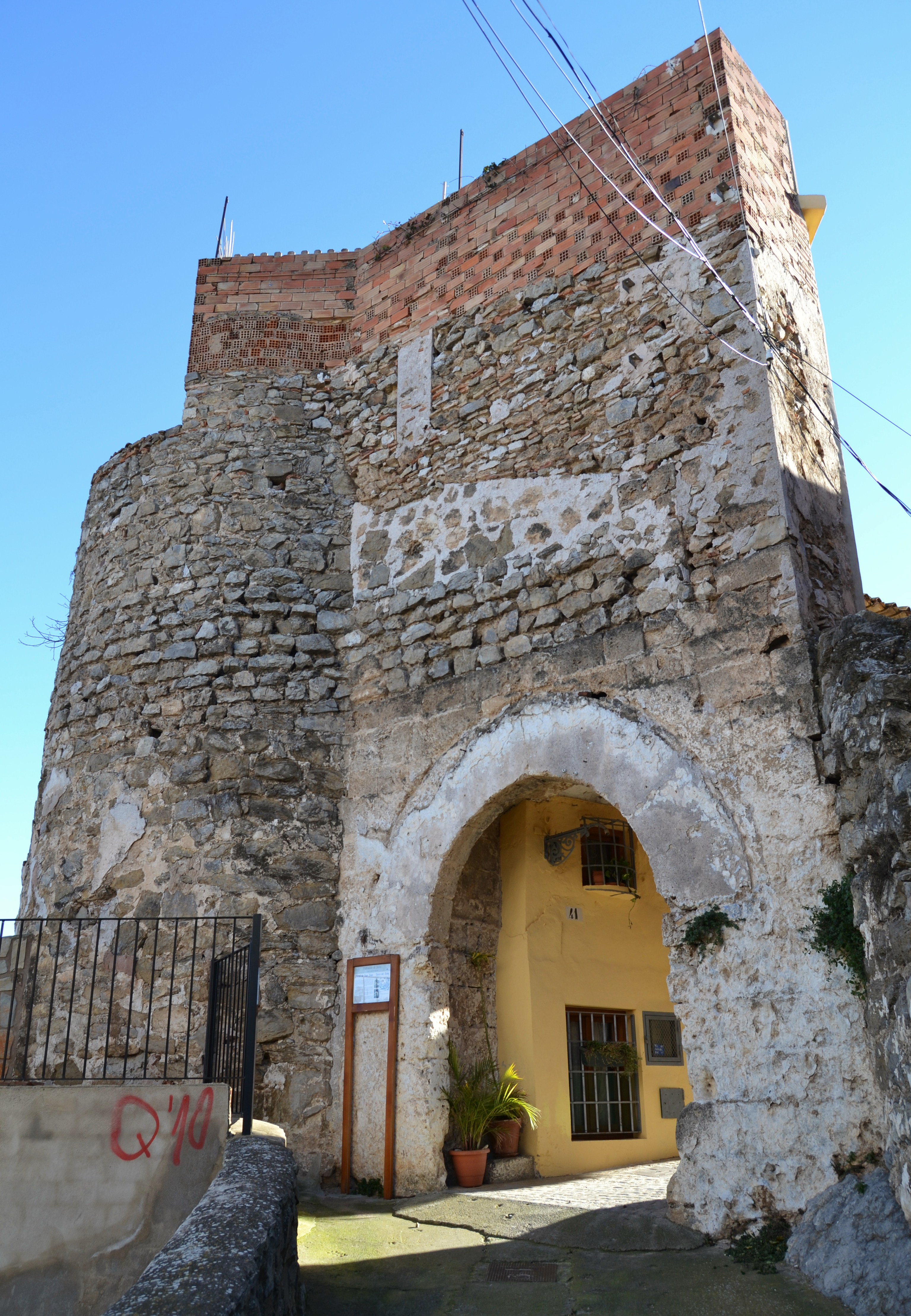
Portal de sant Joan i torre del Rellotge.
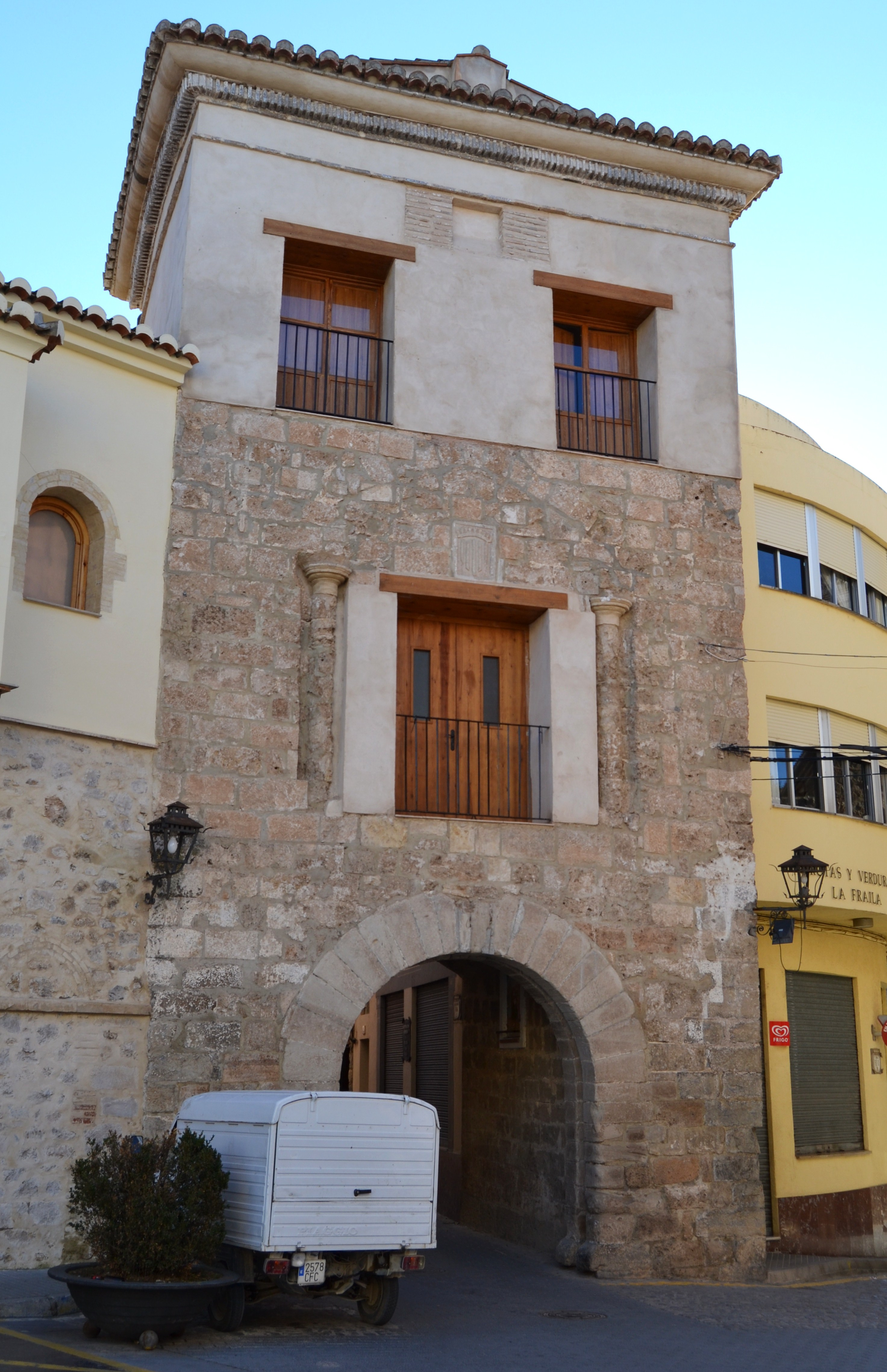
Portal de sant Joaquim i santa Anna o de Terol.
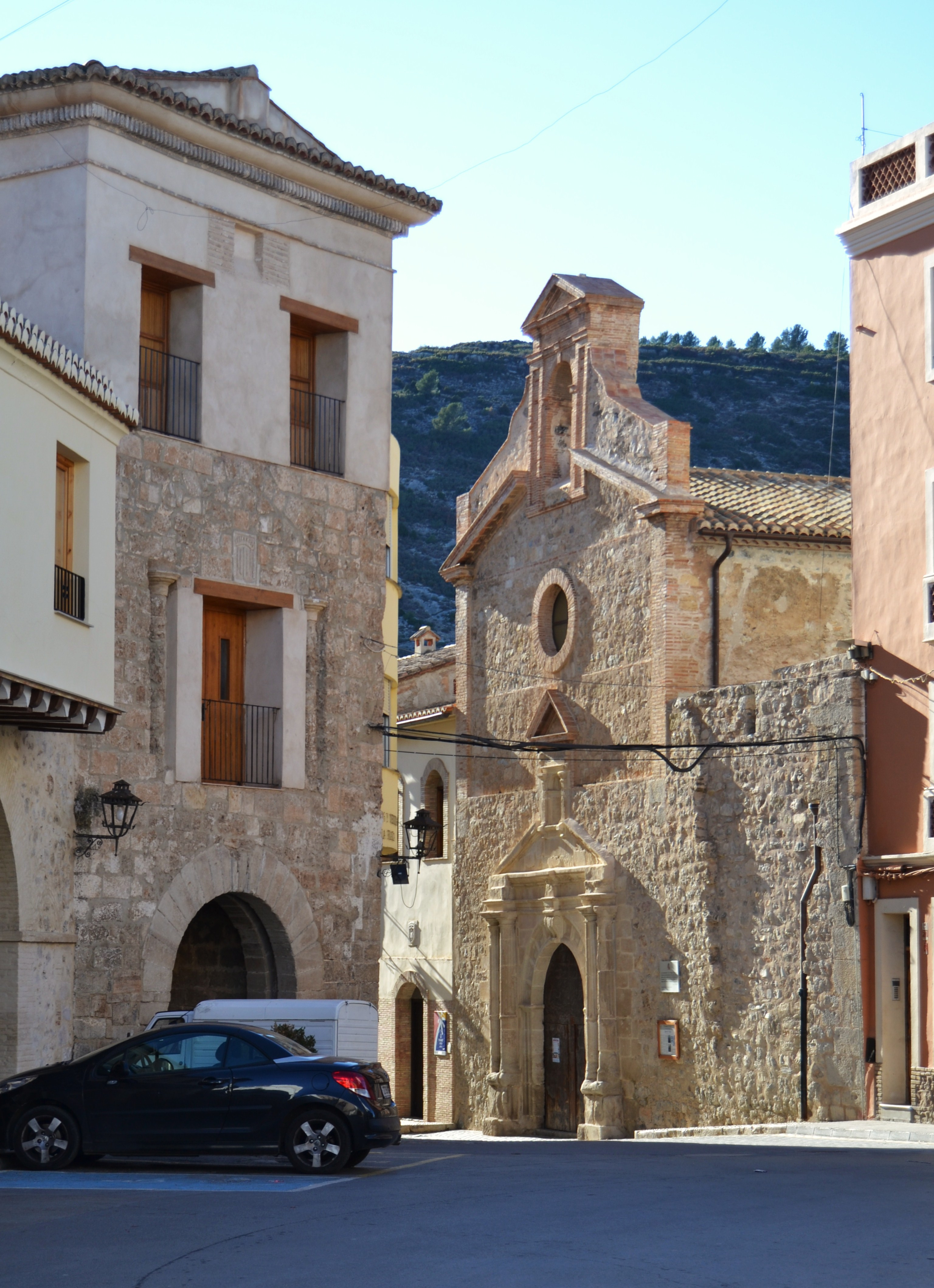
Portal de Terol i església del Socós.
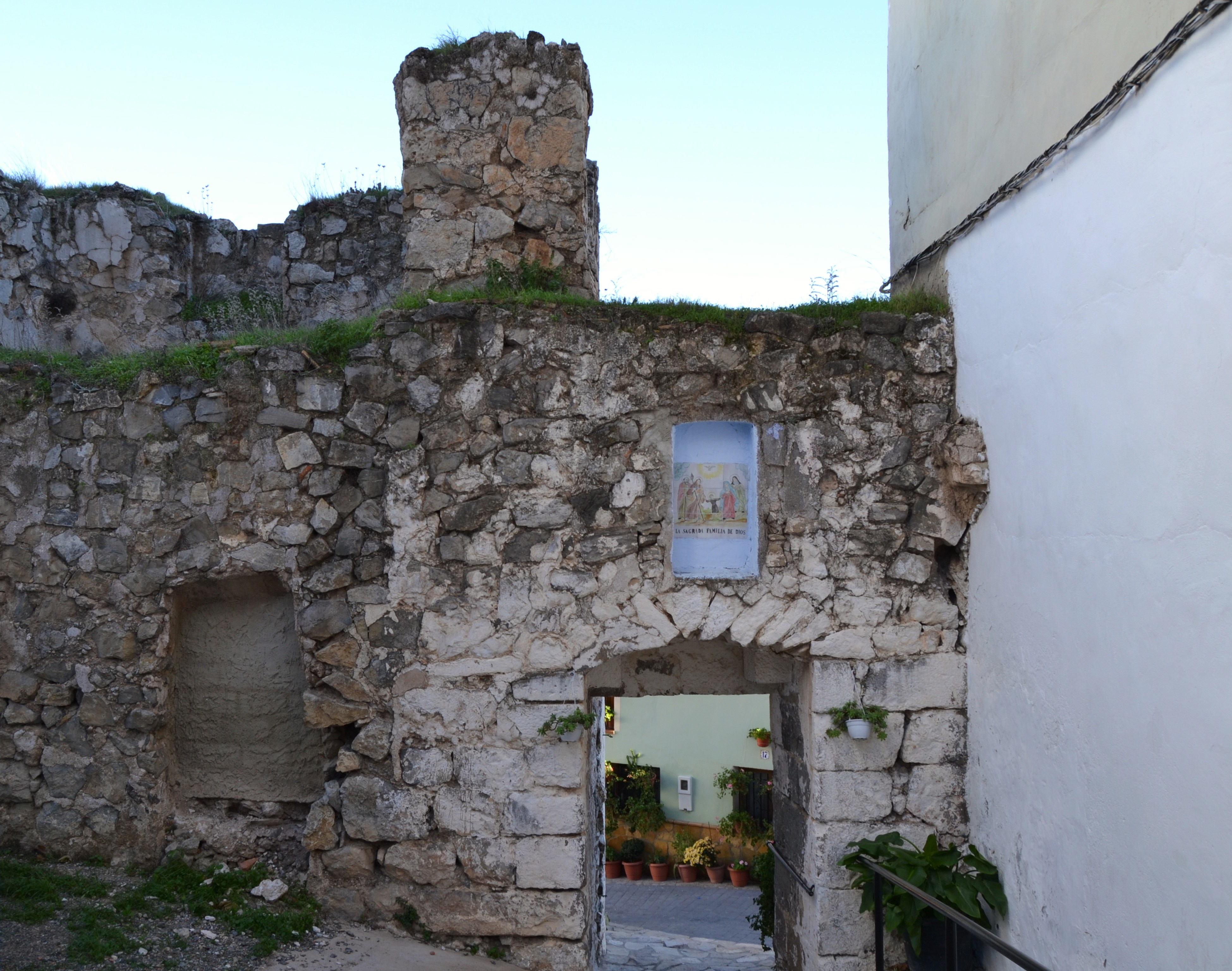
Portalet de sant Roc.

Del recinte emmurallat queden restes disperses per tota la població destacant les portes d'accés i diversos torrasses. Podem destacar així: 
- Portal de la sala, d'estil gòtic militar. Es tracta d'una torre, fabricada amb carreus a la part inferior, fins a l'altura de la porta d'ingrés i en cantonades en tota la seva altura. Per travessar-la i accedir al recinte interior s'utilitzava un arc apuntat de pedra. La torre es va utilitzar en part com a habitatge, però després de la guerra civil, l'any 1939 es va decidir enderrocar els pisos superiors. Malgrat això es pot distingir una habitació que va haver de fer d'habitació de defensa al nivell del camí de ronda. També presenta aquesta torre una capella dedicada a la Cova Santa des 1646.[3][7]
- Portal de Sant Joan i Torre del Rellotge, d'estil gòtic militar, datat al segle xiv. Rep el nom de porta de Sant Joan perquè permet l'accés a la localitat pel carrer de Sant Joan. Se situa al centre de la muralla, presentant un accés directe mitjançant rampa travessant un arc apuntat amb dovella i clau de pedra, formant angle amb l'entrada i una torre circular que la remata. Aquesta torre circular, que actualment forma part d'un habitatge privat, és la coneguda com Torre del Rellotge, i va ser utilitzada durant el segle xvi (anys 1555 i 1558) com a campanar. Va sofrir danys durant la contesa de la guerra del 1936 i després, part de la seva estructura va ser derruïda.[3][8]
- Portal de Santa Anna, d'estil Renaixentista, datat al segle xvi, es troba en una zona més moderna del recinte emmurallat, pertanyent al tercer cinturó de la muralla, també se l'anomenat Portal de Terol, ja que era l'accés dels que venien d'aquesta zona a la població. Es tracta d'una torre de defensa amb porta d'accés, de planta prismàtica i tres plantes, amb finestrals de diferents èpoques, i ampit de maó. Es pensa que havia d'estar rematada amb merlets, ja que aquestes s'advertiren durant la restauració que es va realitzar al segle xx, però posteriorment es va cobrir amb una teulada decorat al gust herrerià, decoració que es va perdre en l'esmentada restauració. A la primera planta hi ha una portada amb arc de mig punt dovellada que dona accés al recinte emmurallat. Mentrestant, a la segona s'observa una que se situa en el buit d'un antic arc, que té sobre ell l'escut reial. Per la seva banda la tercera planta presenta dos finestrals.[3][9]

Altres restes de les muralles queden disseminats pels carrers de Xèrica, com els que es poden contemplar a la plaça de Sant Joan i en el seu cantó, on, a més, es pot veure una torrassa circular pertanyent a la muralla.
Altra porta d'accés és el conegut com portell de Sant Roc i podem observar arcs com el de la Rocha de l'Hospital (anomenat així per estar al costat de l'antic hospital, anomenat de Santa Llúcia). És de planta rectangular, amb accés lateral en rampa i encara que antany era una de les portes principals de la Vila, actualment es troba encegada, ja que va ser seccionat per donar més amplitud al carrer quan es va traçar l'antiga carretera N-234. Forma part de la tercera expansió de la muralla.
Dins del que es considera el primer recinte emmurallat, es troben el Castell i les seves fortificacions, estant limitat pel mur nord de l'actual Ermita de Sant Roc, seguint direcció est-oest, enllaçant la tanca amb els recintes del castell que se situaven al sud de la vila en el punt més elevat del pendent.
L'ermita de Sant Roc o Santa Àgueda la Vella, és considerada el primer temple cristià erigit a la vila, elevada segons antics testimonis, sobre l'anterior mesquita.

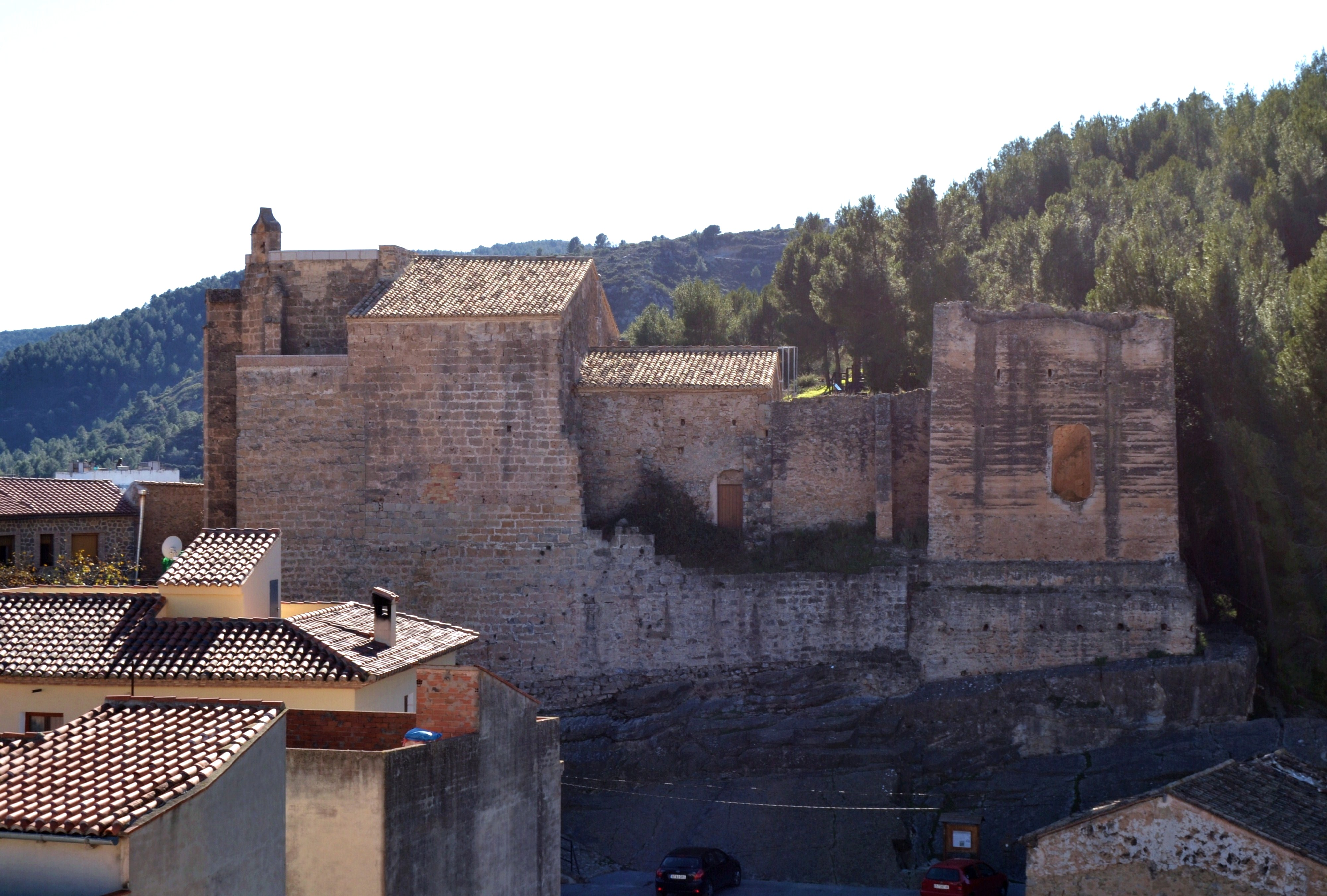
Vista general.
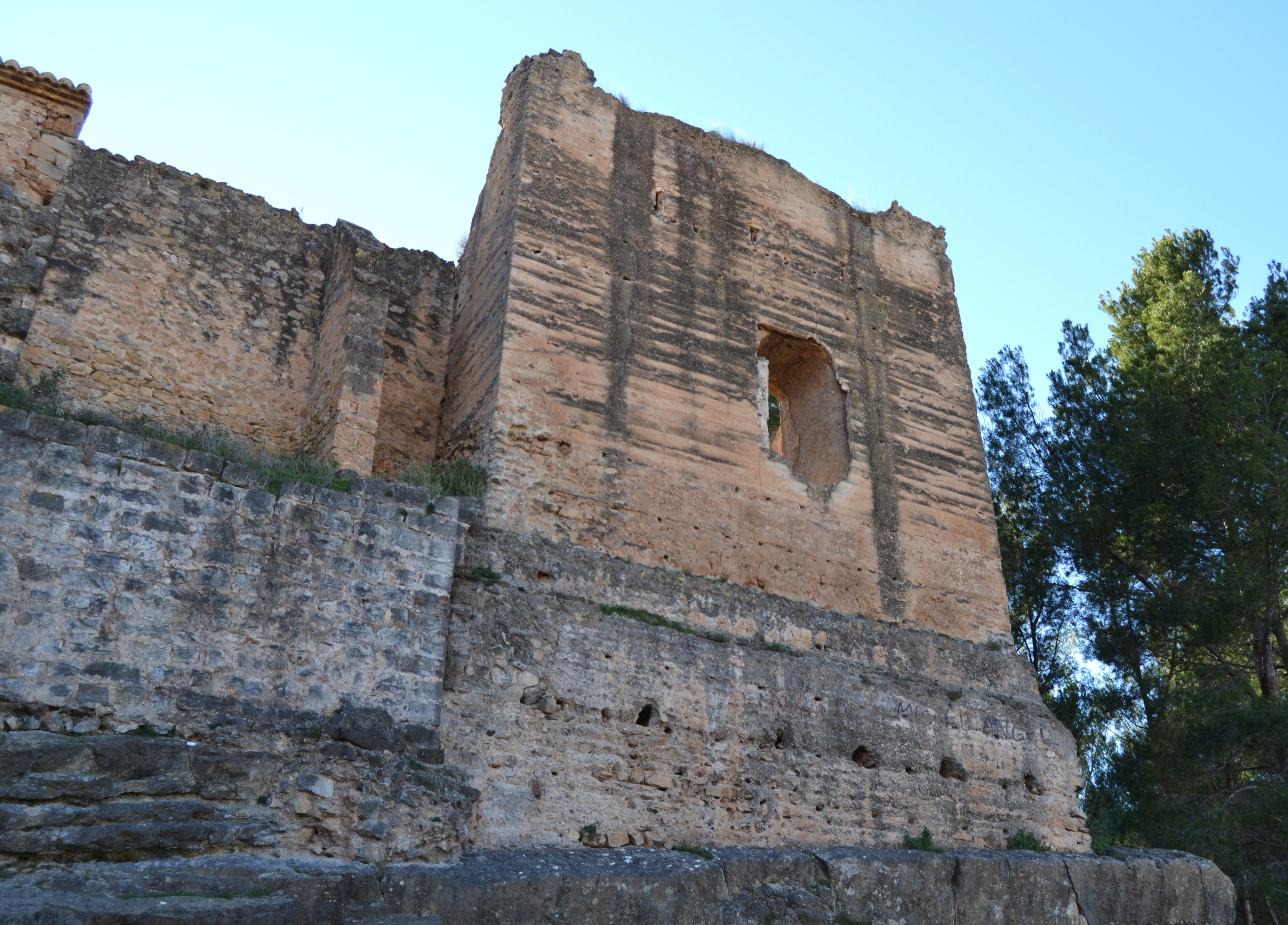
Torre al costat de l'ermita.
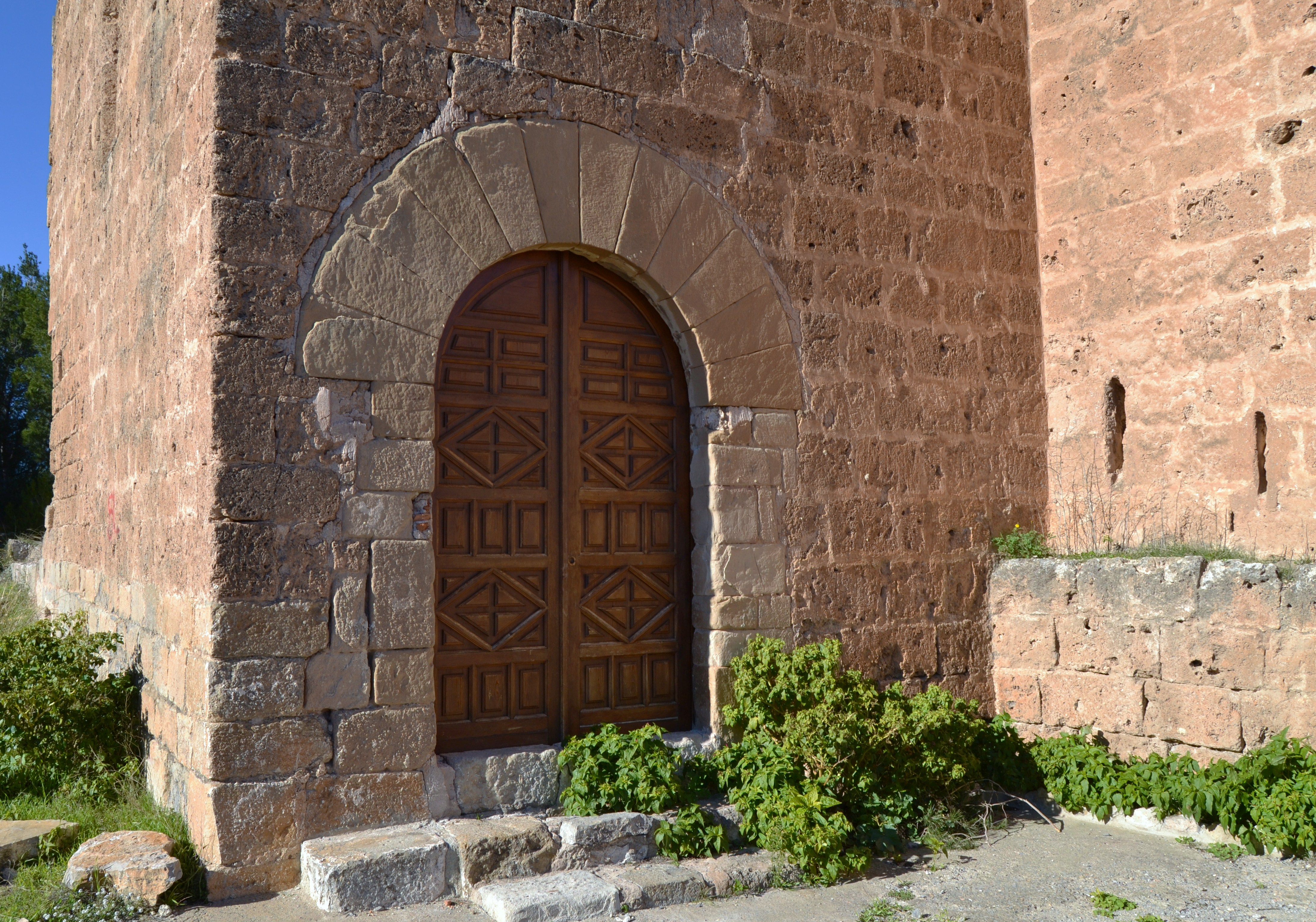
Porta d'accés.
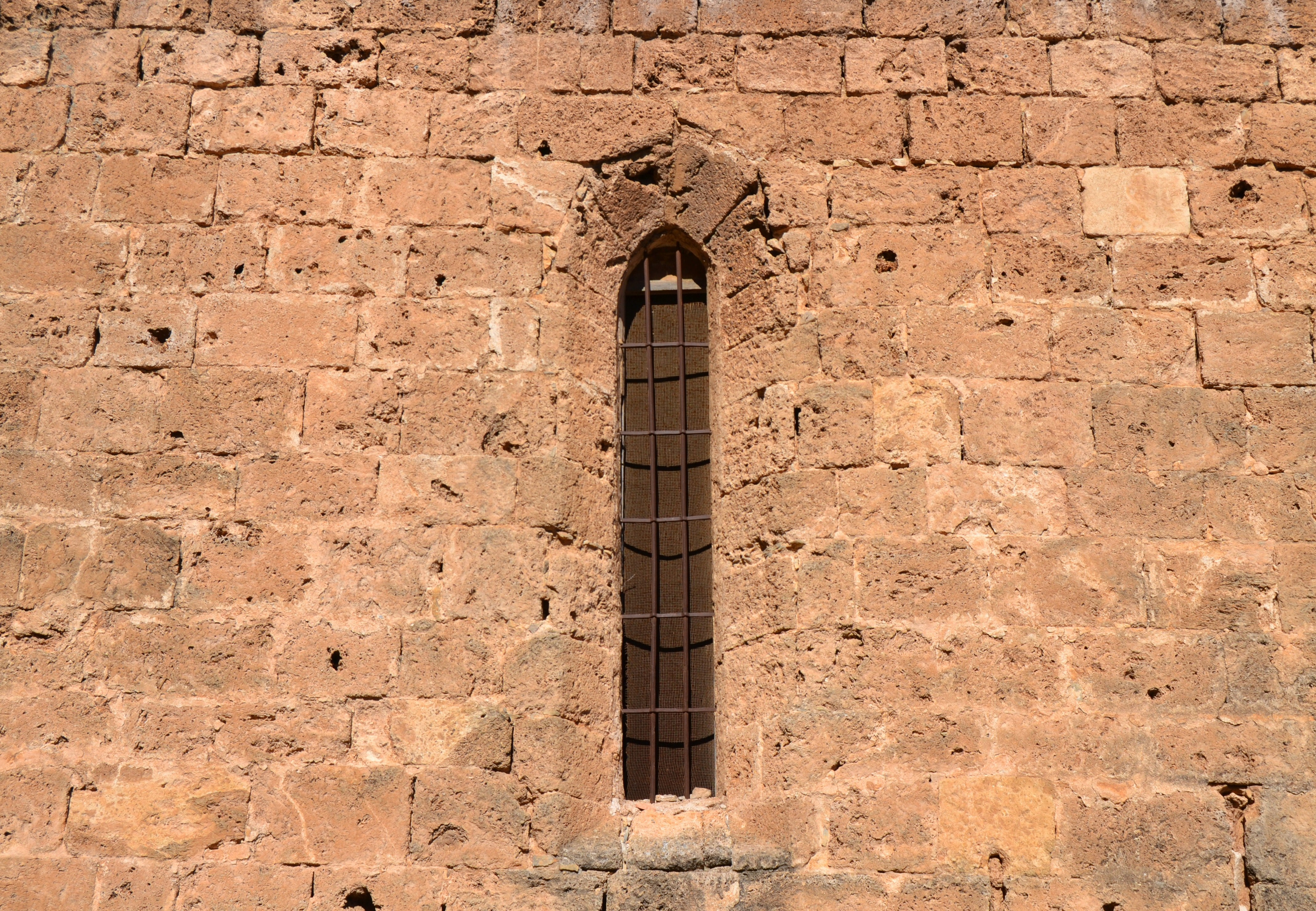
Detall de la finestra gòtica.

Es considera datada entre els segles XII i xv. És d'estil gòtic de Reconquesta. Presenta arcs d'ogiva, encara que una vegada que abandona l'obra es cobreix el sostre amb fusta a dues aigües per impedir la seva ruïna. En 1384 s'inicien les obres de la nova església gòtica, amb absis poligonal i creuer, que envoltarà a la primitiva, i és encarregada als mestres picapedrers Pascual Julve i Pedro Bonares. Ha sofert diverses intervencions al llarg de la seva història. Presenta planta irregular, ja que ha patit annexions posteriors a la seva construcció, cosa que fa que l'altar major estigui ubicat actualment en un accés lateral a la nau. La importància d'aquesta ermita es deu al fet que s'hi pot observar des de l'art àrab al gòtic. A uns 17 metres de distància de la primera muralla s'elevava el segon recinte emmurallat de la vila de Xèrica, el qual s'adaptava al terreny i presentava una torrassa de planta rectangular amb porta d'accés com a entrada a ell. A més en aquest segon recinte emmurallat hi havia també un aljub excavat en el terreny per poder disposar d'aigua amb comoditat.
Finalment s'aprecia l'existència d'un tercer recinte del castell, més ampli, fortificat amb doble línia de muralla, la primera amb restes de sis torres circulars, podent-se accedir amb una porta d'accés que estava flanquejada per dues torrasses.